# Carlo Clerici

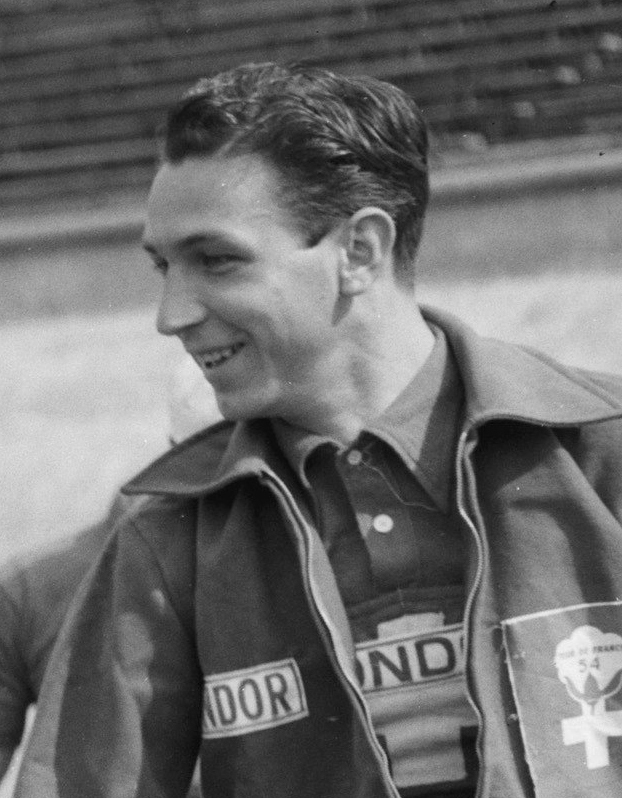
Carlo Clerici (1954)

Carlo Clerici (* 3. September 1929 in Zürich; † 27. Januar 2007 ebenda) war ein italienischer bzw. ab 1954 Schweizer Radrennfahrer. 

## Sportliche Laufbahn
Bereits als Amateur gewann Clerici bekannte Rennen wie 1947 Quer durch Lausanne, 1951 die Meisterschaft von Zürich und die Vier-Kantone-Rundfahrt. 1951 debütierte er als Berufsfahrer im Grand Prix de Suisse. 1953 gewann er das Eintagesrennen Grand Prix du Le Locle. 
Seinen grössten Erfolg errang er 1954, als er den Giro d’Italia für sich entscheiden konnte. Dies gelang ihm vor allem durch eine sehr gute Fahrt auf der 6. Etappe von Neapel nach L’Aquila, auf der der mit einer Lebensmittelvergiftung kämpfende grosse Favorit Fausto Coppi allein 11 Minuten verlor. 
1956 konnte er dann noch die Meisterschaft von Zürich für sich entscheiden. Seine Stärken aber lagen eindeutig bei den Rundfahrten, bei denen er ebenfalls vordere Platzierungen erringen konnte. Mehrfach bestritt er die Tour de France, seine beste Platzierung erreichte er 1954 mit Platz 12. 1958 beendete er seine Laufbahn.

## Berufliches
Clerici arbeitete vor seiner radsportlichen Laufbahn als Hilfsarbeiter. Nach dem Karriereende als Berufssportler war er Angestellter in der Werbeabteilung eines Tabakunternehmens.